# Charles Alfred Bell

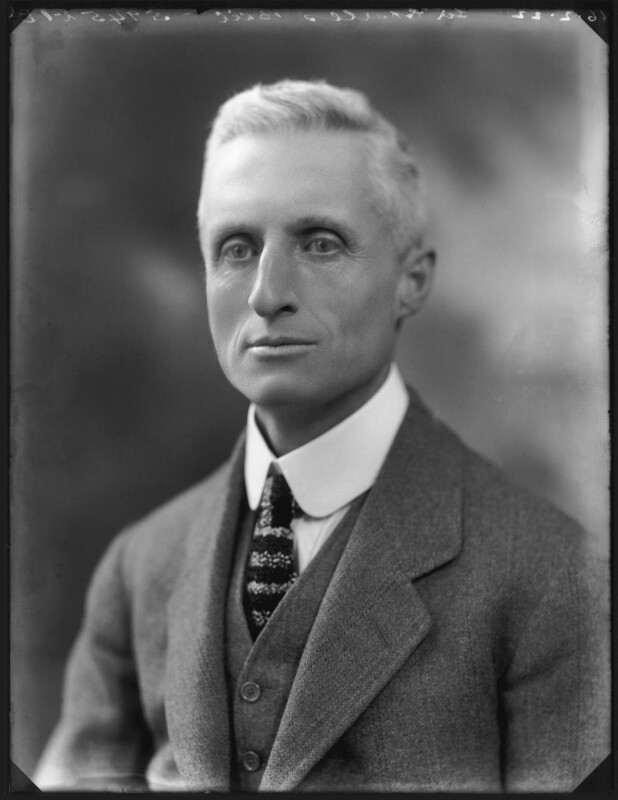

Charles Alfred Bell (Calcuta, 1870 – Canadá, 1945), tibetólogo británico oriundo de India.

## Biografía
Nació en Calcuta. Se educó en el Winchester College. Tras ingresar en el Servicio Civil indio, fue nombrado Oficial Político en Sikkim en 1908. Pronto se vuelve muy influyente en la política de Sikkim y Bután, y en 1910 tiene un encuentro con el 13.º dalái lama, quien había sido forzado al exilio temporario por los chinos. Conoció muy bien al Dalái lama durante ese periodo, y posteriormente escribiría su biografía (Portrait of a Dalai Lama, publicado en 1946). Varias veces ejerció como oficial político británico en Bután, Sikkim y Tíbet.
Tras viajar por el Tíbet y visitar la capital Lhasa en 1920, se retira a Oxford, en donde escribe una serie de libros acerca de la historia, cultura y religión tibetanas. Algunas de las fotografías tomadas por él se pueden hallar en el museo Pitt Rivers de Oxford. Algunas de esas fotos se pueden ver en el libro recientemente publicado "Tibet Caught in Time".
Su diccionario coloquial inglés-tibetano fue publicado primeramente junto con una gramática del idioma tibetano con el título de Manual of Colloquial Tibetan en 1905.
Charles Alfred Bell fallece en Canadá en 1945.

## Obras
- Portrait of a Dalai Lama: The Life and Times of the Great Thirteenth by Charles Alfred Bell, Sir Charles Bell, Publisher: Wisdom Publications (MA), January 1987, ISBN 978-0-86171-055-3 (13)
- English-Tibetan Colloquial Dictionary ( Calcutta, 1905)
- Tibet Past and Present (Oxford, 1924)
- The People of Tibet (Oxford, 1928)
- The Religion of Tibet (Oxford, 1931)